# Eugen von Bamberger
Eugen Bamberger, bis 1919 von Bamberger (* 5. September 1858 in Würzburg; † 4. Oktober 1921 in Grafenmühl, St. Anton an der Jeßnitz) war ein österreichischer Arzt, der auf dem Gebiet er Inneren Medizin tätig war. Mit dem französischen Neurologen Pierre Marie war er Namensgeber für das Marie-Bamberger-Syndrom.

## Leben
Bamberger studierte in Würzburg und Wien, wo er 1882 promoviert wurde. In der Folge arbeitete er als Assistent unter Carl Wilhelm Hermann Nothnagel (1841–1905) am Wiener Allgemeinen Krankenhaus und war dort bald als einer der besten Diagnostiker anerkannt. Ab 1891 leitete er eine Abteilung der k.k. Krankenanstalt Rudolfstiftung, dem Rudolfspital.
Er war der Sohn des österreichischen Pathologen Heinrich von Bamberger, der Maler Gustav Bamberger ist sein Bruder. 

## Schriften
- E. von Bamberger: Veränderungen der Röhrenknochen bei Bronchiektasie. Wiener klinische Wochenschrift, 1889, 2: 226.
- E. von Bamberger u. Richard Paltauf: Ein Fall von osteoplastischem Prostatakarzinom. Wien. klin. Woch., 1899, S. 1100.